# ハイセアン惑星

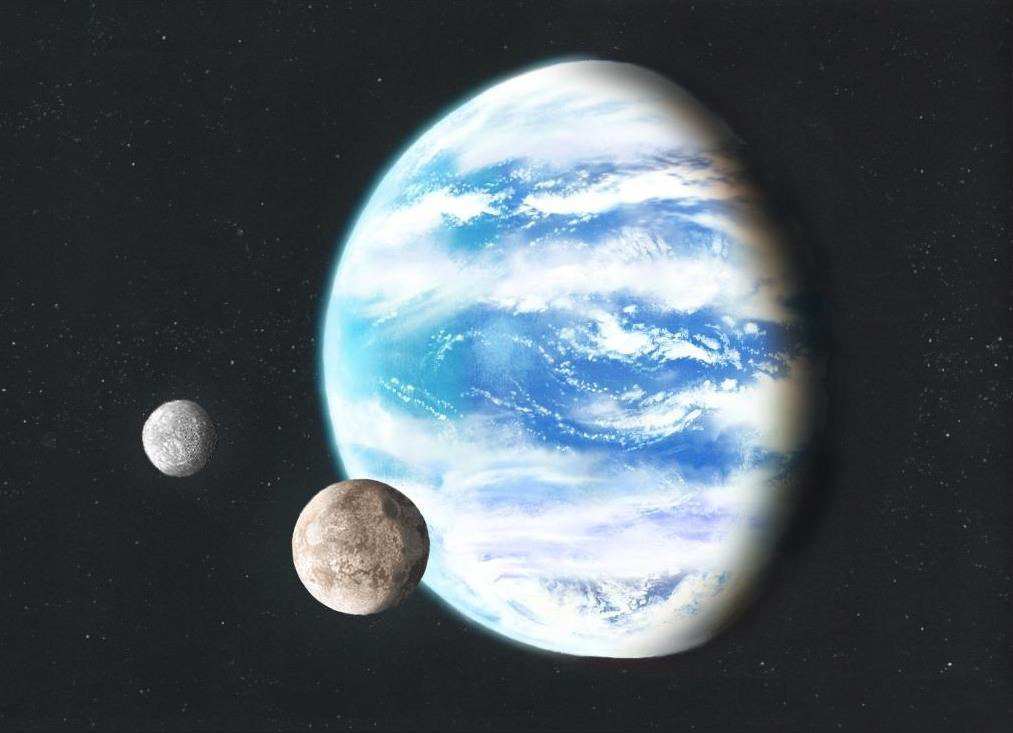
2つの衛星を持った仮説上のハイセアン惑星。

ハイセアン惑星（hycean planet）（hydrogenとoceanによる造語）は、生命が存在することができる可能性のある、水素が豊富な大気を備えた、熱く、水に覆われた惑星として説明される、仮説上のタイプの居住可能な惑星である。研究者によると、ハイセアン惑星は惑星の密度に基づくとミニ・ネプチューン（ K2-18bやTOI-1231 b）だけでなく岩石惑星であるスーパーアースも含まれる可能性があり、その結果、この型の太陽系外惑星は非常に多いと予想される。
ハイセアン惑星は、これまで考えられてきたような居住可能な惑星と比較するとかなり大きく、質量は地球の10倍（5倍）で、半径は2.6倍（2.3倍）である可能性がある。また、このような惑星のハビタブルゾーンは、地球型惑星のハビタブルゾーンよりもかなり広い可能性がある。惑星の平衡温度は褐色矮星にも匹敵する500 K (227 °C; 440 °F)にもなる可能性がある
さらに、潮汐固定によって永久に夜になり、そこでは居住可能な「暗いハイセアン惑星」や自由浮遊惑星などほとんど恒星からの光を受けない「冷たいハイセアン惑星」も考えられている。ジェイムズ・ウェッブ宇宙望遠鏡（JWST）や欧州超大型望遠鏡のような次世代の望遠鏡ではハイセアン惑星の生命存在指標が容易に検出できるだろうと予測されている

## 歴史
ハイセアン惑星の概念は、惑星の大気、密度、および関連する特性（質量、半径、温度）、潜在的な居住可能性、ハビタブルゾーン、および生命存在指標に基づいて2021年8月にケンブリッジ大学天文学研究所の研究者によって最初に示された。